# نفت سفید (هفتکل)
نفت سفید، روستایی در دهستان گزین بخش رغیوه شهرستان هفتکل در استان خوزستان ایران است.
فاصله این روستا تا شهر هفتکل، برابر با 40کیلومتر و با مرکز استان خوزستان (شهر اهواز)، برابر با 70کیلومتر است.
علت نامگذاری این روستا، به‌دلیل کشف میدان عظیم نفتی در سال ۱۹۳۸ میلادی (۱۳۱۷ خورشیدی) می‌باشد.

## مردم و زبان
مردم روستای نفت سفید از ایل بختیاری هستند و به زبان لری بختیاری سخن می‌گویند.

## جمعیت
بر پایه سرشماری عمومی نفوس و مسکن در سال ۱۳۹۵، جمعیت این روستا برابر با 122889نفر (12005خانوار) بوده است.